# Eurytoma nodulosa
Eurytoma nodulosa är en stekelart som beskrevs av Julius Theodor Christian Ratzeburg 1848. Eurytoma nodulosa ingår i släktet Eurytoma och familjen kragglanssteklar.
Artens utbredningsområde är Tyskland. Inga underarter finns listade i Catalogue of Life.